# 우나사나주

우나사나주의 위치

우나사나주(보스니아어: Unsko-sanski kanton, 크로아티아어: Unsko-sanska županija, 세르비아어: Унско-сански кантон)는 보스니아 헤르체고비나를 구성하는 국가 및 지역인 보스니아 헤르체고비나 연방에 속해 있는 10개 주 가운데 하나로 주도는 비하치이며 면적은 4,125.0km2, 인구는 287,835명(2011년 기준), 인구 밀도는 70명/km2이다. 보스니아 헤르체고비나 북서부에 위치하며 주 이름은 우나강과 사나강에서 유래된 이름이다.

주기
주 문장

## 지방 자치체
8개 지방 자치체를 관할한다.
- 비하치(Bihać)

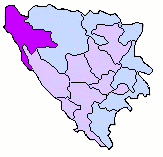
우나사나주

- 보산스카크루파(Bosanska Krupa)
- 보산스키페트로바츠(Bosanski Petrovac)
- 부짐(Bužim)
- 차진(Cazin)
- 클류치(Ključ)
- 산스키모스트(Sanski Most)
- 벨리카클라두샤(Velika Kladuša)

## 인구
주 인구는 약 305,000명(2001년 추정치)이며 보스니아인이 주를 이룬다. 2003년 통계를 기준으로 304,181명이 거주하며 보스니아인(286,989명, 94.3%)과 세르비아인(10,343명, 3.4%), 크로아티아인(5,596명, 1.8%), 그 외의 민족(1,253명, 0.4%)이 거주한다.

## 교통
지리적으로 크로아티아와 가까운 편이며 크로아티아 자그레브, 아드리아해 연안 지방을 연결하는 많은 교통로가 지나간다.

## 같이 보기
- 보스니아 헤르체고비나의 행정 구역
- 보산스카크라이나